# El Solà (Sant Joan de les Abadesses)
el Solà és una masia a mig camí de Sant Joan de les Abadesses i Ripoll catalogada a l'Inventari del Patrimoni Arquitectònic de Catalunya.

## Arquitectura
És una masia de dos edificis enllaçats, un destinat a pallissa i l'altre a corts a la planta baixa i habitatge a la primera i segona planta. Aquest últim té unes grans obertures de finestres i balcons de cara a migdia i unes galeries o eixides de cara a ponent. L'era de la casa queda totalment tancada en forma de pati amb accés per una portalada de ferro. Els teulats són a dues vessants.
La pallissa té dues plantes rectangulars amb un rellotge de sol a la façana que és decantada a migdia i amb el teulat a dues vessants. Posseeix dues arcades a la primera planta, una d'elles mig tapiada on s'hi va obrir una porta segles enrere, i totes dues de característiques molt rudimentàries. A la banda esquerra de la cabana, s'hi troben edificades dues arcades de mig punt idèntiques amb dues finestres lleugerament arquejades a cada costat, essent aquestes últimes més altes que amples. Les altres obertures de l'edifici en qüestió no són d'una importància arquitectònica notable per la seva rusticitat i senzillesa. Sota la barbacana del teulat encara hi ha els forats del colomar. La pallissa està unida al cos principal de la casa.

## Història
Masia documentada ja al segle xiv, concretament a un capbreu de l'arxiu del monestir de Sant Joan de les Abadesses de l'any 1397. En aquest document la masia ve citada amb el nom de Pulcro Solano o Bell Solà de la parròquia de Sant Joan i Pau. També segons aquest document el mas posseïa un molí a la ribera propera, de nom Molí del Bell Solà. El mas es troba documentat al llarg de tots els segles posteriors i fins als nostres dies amb el nom de Solà. La pallissa, sembla la part més antiga del conjunt de la masia, on encara i en un extrem d'ella, s'hi pot veure l'antic habitacle de la masia. Per les seves formes arquitectòniques podríem dir que l'origen d'aquesta casa fou la construcció de la pallissa amb l'habitacle annex i que posteriorment edificaren el cos central actual de l'habitatge i on s'obren unes grans eixides i balcons.